# Шлат
Шлат (њем. Schlat) општина је у њемачкој савезној држави Баден-Виртемберг. Једно је од 38 општинских средишта округа Гепинген. Према процјени из 2010. у општини је живјело 1.764 становника. Посједује регионалну шифру (AGS) 8117043.

## Географски и демографски подаци
Шлат се налази у савезној држави Баден-Виртемберг у округу Гепинген. Општина се налази на надморској висини од 412 метара. Површина општине износи 9,7 km². У самом мјесту је, према процјени из 2010. године, живјело 1.764 становника. Просјечна густина становништва износи 182 становника/km².